# Helena Samsioe
Helena Samsioe est une entrepreneuse suédoise dans le secteur des drones. Samsioe a passé une partie de sa jeunesse en Afrique et en Asie où ses parents travaillaient comme médecin. Très vite, Helena s'est prise de passion pour le vol de drônes, notamment au travers de la photographie. En 2015, elle fonde  et devient la CEO de GLOBHE, un fournisseur de services actif dans le secteur des drônes.  En 2018, GLOBHE effectue la première livraison par drone utilisant l'intelligence artificielle. Samsioe veut mettre la technologie de pointe au service de l'humain. GLOBHE intervient aux côtés des services de Nations Unies lors de catastrophes naturelles et de crises humanitaires.

## Biographie
Helena Samsioe est titulaire d'un baccalauréat en management international du Florida Southern College, ainsi que d'un master en management de crise, d'urgence et de désastre de l'université d'Uppsala.
Elle commence sa carrière par un poste de manager en communication et marketing à la chambre du commerce suédoise aux États-Unis à San Diego. Elle travaille ensuite pour Swedbank pendant deux ans comme manager des opérations à Stockholm. Sa carrière se poursuit au département africain de 2012 à 2016 et comme consultante dans le domaine de la santé chez Helseplan. En 2015, elle fonde l'entreprise GLHOBEs Drone, un service de livraison par drones.

## Distinctions
En 2018, Helena Samsioe rentre dans liste The World's Top 50 Women in Tech 2018 de Forbes. Elle a également gagné le prix d'entrepreneuse de l'année par Di Digital et le prix "Rivstart". Elle fait partie du top des femmes à suivre dans l'industrie du drone. Elle a été surnommée par la BBC, la Drone Queen dans un reportage sur son entreprise.